# 派恩湖 (佛羅里達州)
派恩湖（英語：Pine Lakes）是位於美國佛羅里達州萊克縣的一個人口普查指定地區。

## 地理
派恩湖的座標為28°56′23″N 81°25′45″W / 28.93972°N 81.42917°W，而該地最高點為海拔高度15米（49英尺）。

## 人口
根據2010年美國人口普查的數據，派恩湖的面積為4.50平方千米，其中陸地面積4.00平方千米，水域面積0.50平方千米。當地共有人口755人，而人口密度為每平方千米167人。